# Zarząd
Zarząd – jednostka organizacyjna kierująca działalnością innych podporządkowanych jej organizacji lub jednostek organizacyjnych. Zespół ludzi uprawnionych do kierowania działalnością jednostki organizacyjnej lub jednostek organizacyjnych np. zarząd spółki kapitałowej.